# 明攻山西之战
明攻山西之战，明太祖洪武元年（1368年）八月至洪武二年（1369年）二月，徐达北伐明朝灭元朝之战中进行的第四次作战。
洪武元年（1368年）八月，明军攻克河北及大都后，明太祖在八月十五日派征虏大将军徐达、副将军常遇春率军攻取山西，命副将军冯宗异、偏将军汤和与平章杨璟率部跟随征讨。此时元朝在山西太原守将是王保保。在元顺帝北逃时，王保保奉命出兵雁门关，经保安州（今河北省涿鹿县）、居庸关攻打大都。徐达认为王保保率师远出，太原空虚，北平有孙兴祖抵御，自己率大军直抵太原。于是分兵两路，北路作为主力，从河北取太原，南路作为策应，从河南北向，南北夹击太原。北路由徐达亲自率领，连克保定、真定（今河北正定）、井陉、平定、寿阳。十一月二十三日，抵达榆次，徐达命令南路军迅速北进，合攻太原。
南路由冯宗异、汤和率领，在十月渡过黄河北上，相继攻克武陟县、怀庆（今河南沁阳）、泽州（今山西晋城）。攻取潞州（今山西长治）时，接到徐达催促迅速北进的命令，于是星夜兼程北进。
王保保率军抵达保安州，得知明军西攻太原，挥师回救。两军在太原附近相遇，徐达率明军在夜晚袭击，大败元军，王保保向西撤退。明军在十二月初一日攻取太原，分兵攻取平遥、介休、盂州（今山西盂县）、管州（今山西静乐）等地。
南路军在洪武二年（1369年）正月初五日与徐达会师太原。正月十九日，徐达命常通春攻打大同，二月初七日，明军抵达大同城下，元将弃城逃走，明军占领大同，平定山西。